# Санта Джуста
Сан̀та Джу̀ста (на италиански: Santa Giusta; на сардински: Santa Justa, Санта Юста) е малко градче и община в Южна Италия, провинция Ористано, автономен регион и остров Сардиния. Разположено е на 10 m надморска височина. Населението на общината е 4837 души (към 2010 г.).